# Savoyen

Lage in Europa

Savoyen zur Zeit des Wiener Kongresses 1814/15

Historisches Wappen

Savoyen (französisch Savoie [savwa], italienisch Savoia, frankoprovenzalisch Savouè) ist eine Landschaft, die sich heute im Wesentlichen über die französischen Départements Haute-Savoie und Savoie in der Region Auvergne-Rhône-Alpes erstreckt.
Savoyen liegt zwischen der Schweiz, Piemont und den Départements Isère sowie Ain. Die Fläche beträgt 10.416 km². Im Jahr 2008 wurden 1.125.119 Einwohner gezählt. Savoyen ist die höchstgelegene Landschaft Europas und besteht hauptsächlich aus den Savoyer Alpen (mit dem Mont Blanc, 4810 m) und den Grajischen Alpen (mit der Grande Casse, 3855 m, und der Pointe de Charbonnel, 3752 m) mit den Pässen des Kleinen St. Bernhard und des Mont Cenis und grenzt im Süden an die Cottischen Alpen (mit der Aiguille de Scolette, 3506 m, und dem Pic du Thabor, 3207 m).
Die Bevölkerung spricht neben Französisch teilweise noch die frankoprovenzalische Sprache (Arpitanisch). Die Einwohner Savoyens werden Savoyarden genannt.
Der Mangel an Erwerbsmöglichkeiten – es existierte praktisch nur Landwirtschaft (Milch-, Käse- und Fleischproduktion) – zwang junge Savoyarden jahrhundertelang zur Abwanderung. Heute bilden auch Industrie (Uhren, Elektronik) und Tourismus (Alpinismus, Wintersport) die wirtschaftlichen Grundlagen des Gebiets.

## Geschichte Savoyens

### Antike bis Spätantike
In keltischer Zeit wurde das Gebiet von den Allobrogern bewohnt. 121 v. Chr. unterwarfen es die Römer und vereinigten es mit Gallien, aus dem sie später die Provinzen Alpes Graiae und Alpes Poeninae bildeten.
Im Jahr 354 wurde das Land als Sapaudia (keltisch für ‚Waldland‘) bezeichnet. 443 wurden hier von den Römern die Burgunden angesiedelt, nachdem ihr Reich am Rhein von den Hunnen zerstört worden war.

### Frühmittelalter bis Hochmittelalter
534 eroberten die Franken das Land.
Im Jahr 838 kam die Sapaudia an Hochburgund, gehörte dann ab 934 zum Königreich Burgund und kam mit diesem 1032 zum Heiligen Römischen Reich.
In dieser Zeit bildete das Land zwischen Rhône und Alpenhauptkamm, Provence und Genfersee die Grafschaft Vienne, die 1023 dem Erzbischof von Vienne gegeben worden war; dieser spaltete von seinem neuen Besitz zwei Lehen ab, von denen er das nördliche, Maurienne (Chablais, das Tal der oberen Isère und das obere Wallis), Humbert I. mit den weißen Händen anvertraute; dieser hatte kurz zuvor (1025) das Aostatal erworben, sein Sohn bekam durch Heirat die Markgrafschaft Turin in seinen Besitz.
Die neuen Herren nannten sich seit 1125 Grafen von Savoyen und entledigten sich bald ihres kirchlichen Lehnsherren. Nach dem Erwerb Pinerolos und Chambérys 1232 wurde Letzteres zur Hauptstadt Savoyens gemacht. 1268/1269 eroberte Savoyen das Waadtland.

### Spätmittelalter bis Frühe Neuzeit

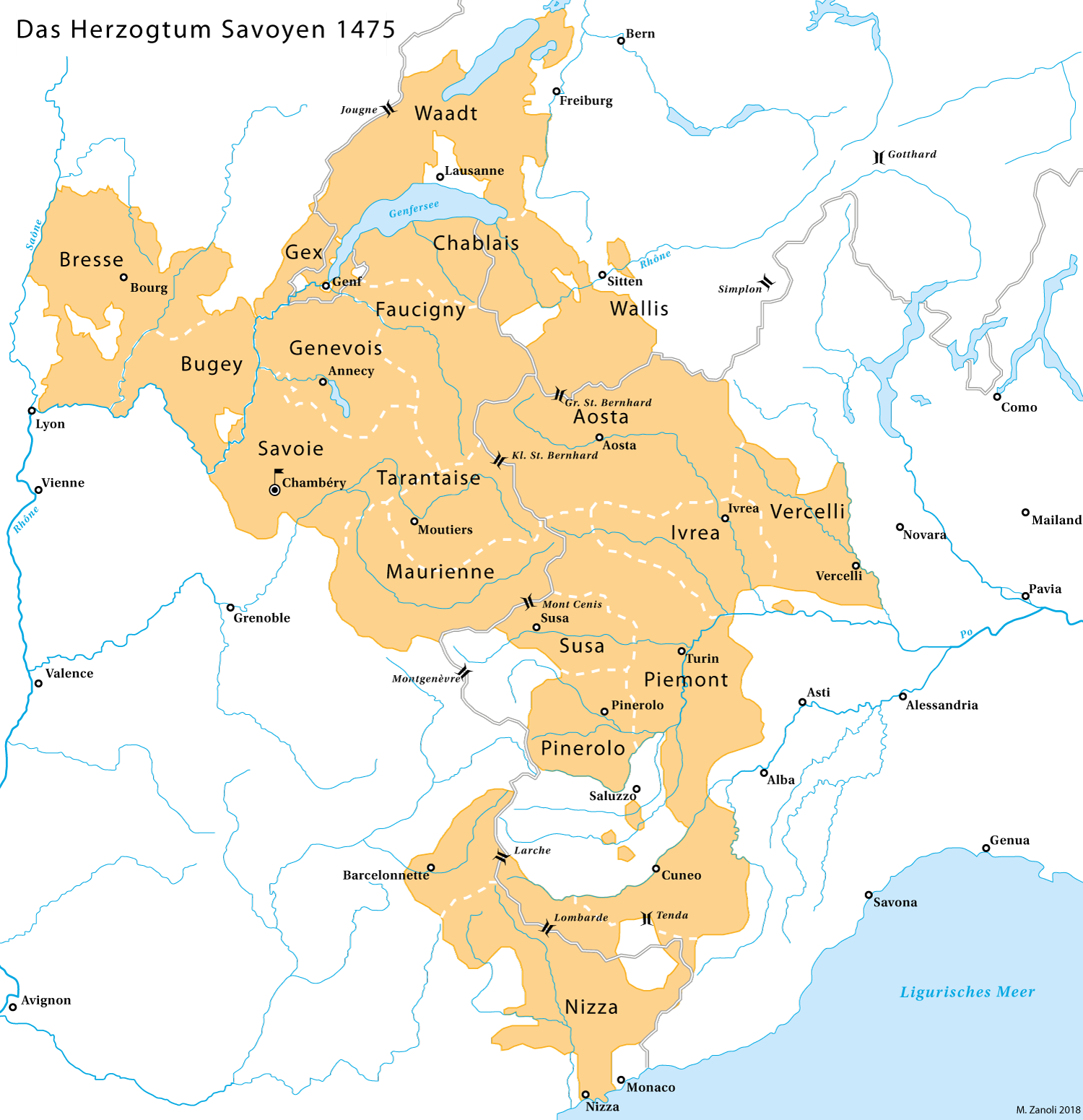
Karte des Herzogtums Savoyen 1475

1310/1313 wurde Savoyen zum Reichsfürstentum erhoben, 1349 ging die südlich gelegene Dauphiné an Frankreich, woraufhin Kaiser Karl IV. 1361 Savoyen vom alten Königreich Burgund (Arelat) ablöste und reichsunmittelbar sowie den Grafen 1365 zum Reichsvikar für Arelat machte.
1388 wurde die Grafschaft Nizza erworben, 1401 die Grafschaft Genevois, das Genfer Land ohne die Stadt Genf. 1416 wurden die Grafen von Savoyen zu Herzögen erhoben. 1512/1521 wurde Savoyen schließlich formal in den oberrheinischen Reichskreis aufgenommen.
Da Franz I. 1536 Savoyen im Dritten Italienischen Krieg besetzte und das Stammland somit bis zum Zweiten Vertrag von Cateau-Cambrésis 1559 zur französischen Krone gehörte, verlegten die Herzöge ihre Hauptstadt von Chambéry nach Turin. Gleichzeitig (1534/36) gingen erhebliche Teile des Landes beidseits des Genfersees an die Eidgenossen verloren: das Waadtland fiel an Bern, und auch Freiburg und Wallis konnten sich vergrößern. Durch den Vertrag von Lausanne kehrten 1564 Chablais, Genevois und Gex gegen Verzicht auf die Waadt an Savoyen zurück und im Vertrag von Thonon 1569 gab das Wallis Evian und Abondance zurück. Mit weiteren Bündnissen von 1509, 1512, 1570, 1571 und 1577 regelte Savoyen seine Beziehungen mit verschiedenen eidgenössischen Orten. Am 17. Januar 1601 wurden die Gebiete im äußersten Westen (Bresse, Bugey, Valromey und Gex) mit dem Vertrag von Lyon an Frankreich abgetreten, 1631, am Ende des Mantuanischen Erbfolgekriegs, auch die Festung Pinerolo; im Gegenzug bekam Savoyen Teile der Markgrafschaft Montferrat zugesprochen.

### Zeit der Aufklärung bis Industrielle Revolution
Im Frieden von Utrecht 1713 musste Spanien das Königreich Sizilien und Teile des Herzogtums Mailand an das Herrscherhaus von Savoyen abtreten, das seither den Königstitel führte. Sizilien wurde 1720 gegen Sardinien getauscht, das Herzogtum Savoyen mit Sardinien zum Königreich Sardinien vereinigt. 1738 wurden Novara und Tortona und 1748 weitere Gebiete erworben.
Am 22. September 1792 rückten französische Revolutionstruppen ohne Kriegserklärung in das Gebiet ein. Zwischen 1796 und 1815 war Savoyen Teil Frankreichs und bildete zunächst das Département Mont-Blanc. 1798 wurde es in die Départements Mont-Blanc und Léman geteilt. 1801 schied das Land auch völkerrechtlich aus dem römisch-deutschen Reich aus.

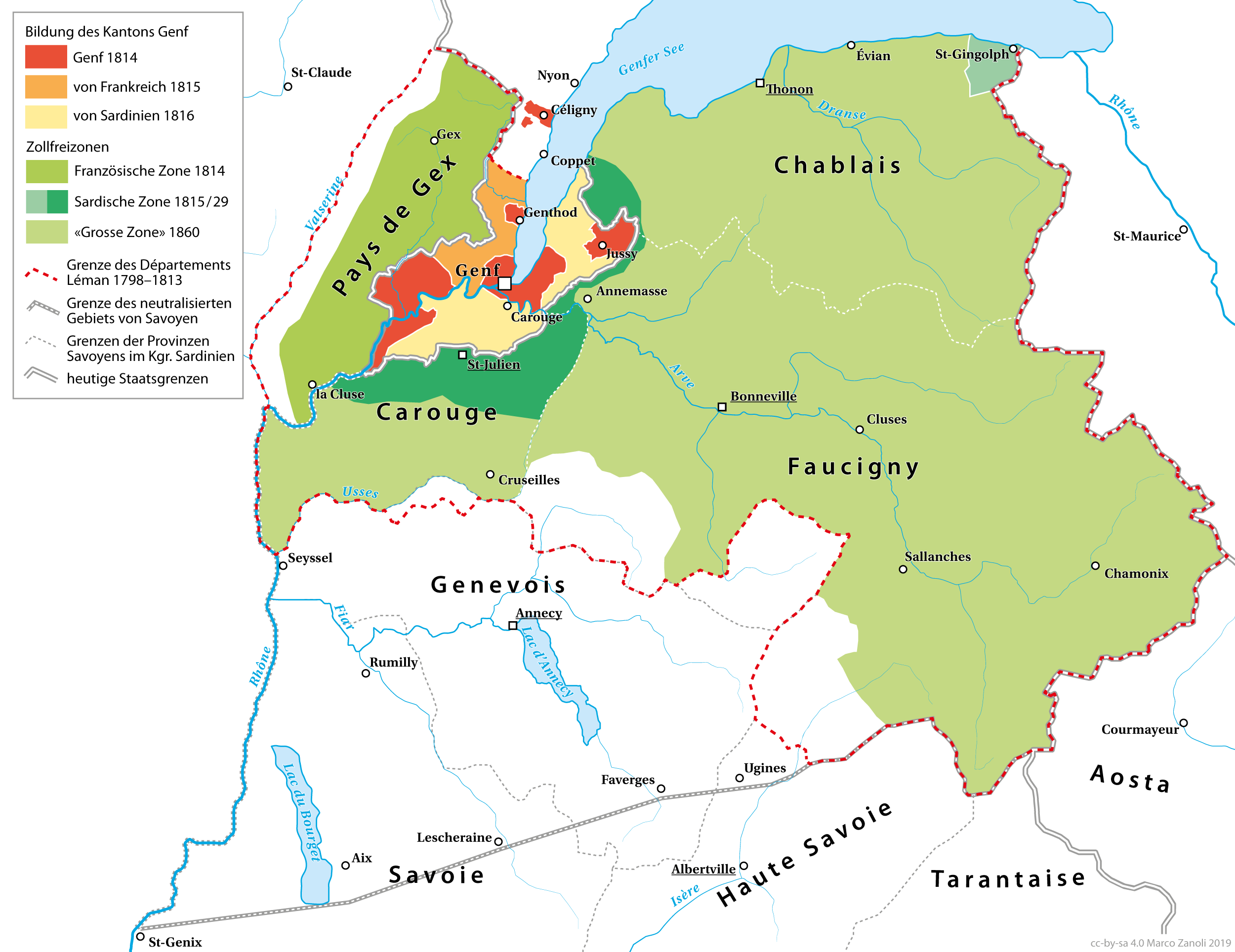
Karte zur Gründung des Kantons Genf und den Zollfreizonen in Hochsavoyen

Nach dem Wiener Kongress kam es durch den Zweiten Pariser Frieden zurück zum Königreich Sardinien. Der nördliche Teil Savoyens wurde neutralisiert und sollte im Kriegsfall durch die Schweiz besetzt werden. Das Königreich Sardinien gewährte der Schweiz 1816/29 zwei Zollfreizonen. Die eine Zone im Grenzgebiet von Genf umfasste die Provinz Carouge und einige kleinere Gebiete östlich und nördlich anschließend an den Kanton Genf, die andere bei St-Gingolph das unmittelbare Grenzgebiet am Genfer See zum Kanton Wallis.

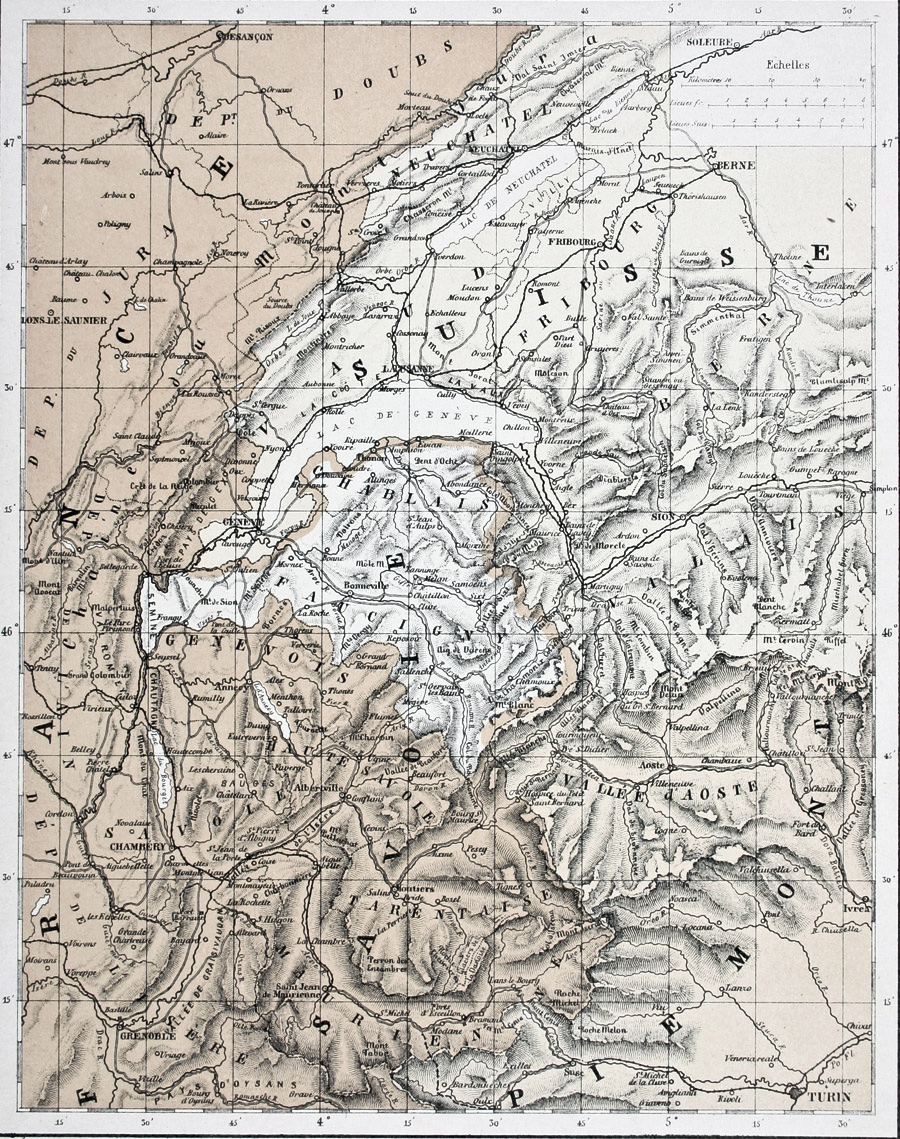
Karte Savoyens mit dem Projekt eines Anschlusses der Provinzen Chablais und Faucigny an die Schweiz

Als Folge des italienischen Einigungsprozesses, der mit französischer Unterstützung zustande kam, trat am 24. März 1860 König Viktor Emanuel II. im Vertrag von Turin Savoyen und die Grafschaft Nizza an das französische Kaiserreich ab. Die Abtretung wurde durch eine Volksabstimmung bestätigt. Als Folge dieser Abtretung kam es in der Schweiz zu einer politischen Krise, die als Savoyerhandel bezeichnet wird. Dabei wurde die Möglichkeit eines Anschlusses der Provinzen Chablais und Faucigny an die Schweiz diskutiert.

Italien im Jahr 1494. Zum Herrschaftsgebiet der Herzöge von Savoyen gehörten das Piemont und die westlich der Rhone gelegenen Gebiete Bresse, Bugey, Valromey und Gex
Die italienischen Staaten im Jahr 1796. Das Königreich Sardinien ist in Personalunion mit Savoyen-Piemont verbunden
Italien im Jahre 1843
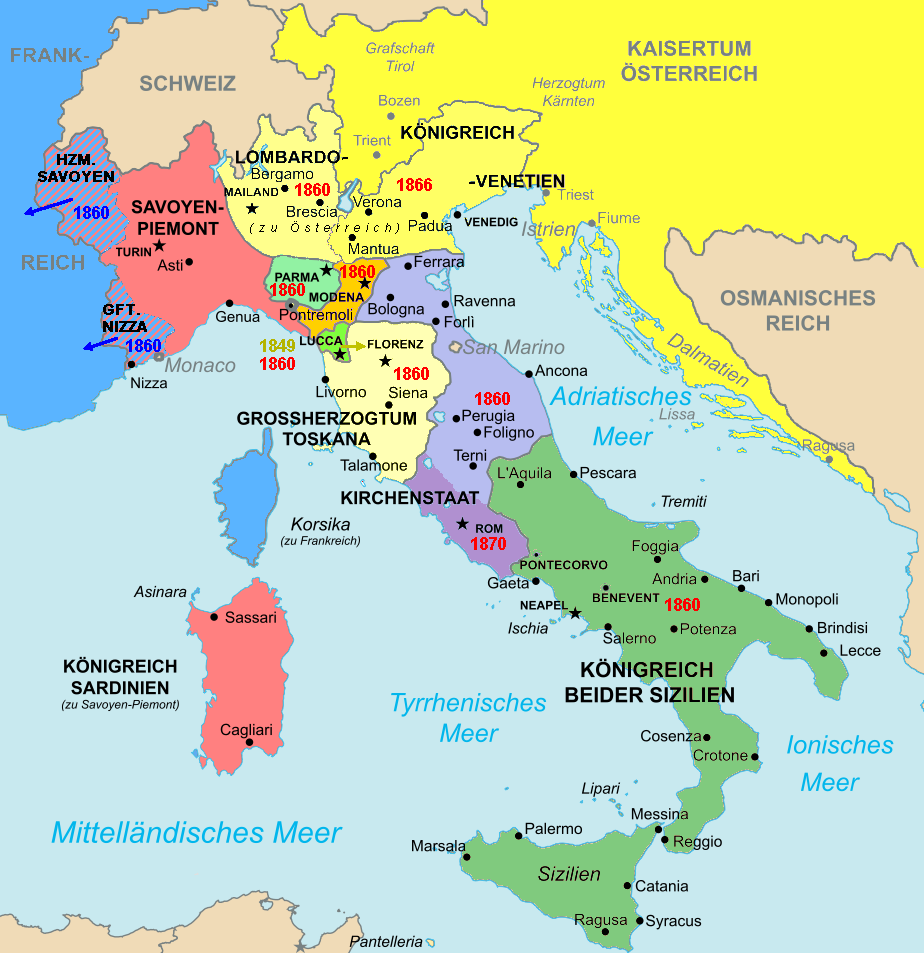
Italien im Jahr 1860

## Bekannte Savoyarden
- Peter Faber (1506–1546), Mystiker
- Franz von Sales (1567–1622), Bischof und Kirchenlehrer
- Georg Muffat (1653–1704), Musiker des Barockzeitalters
- Eugen von Savoyen (1663–1736), österreichischer Feldherr
- Joseph de Maistre (1753–1821), Staatsmann und Philosoph
- Maximilian Josef Graf von Montgelas (1759–1838), Gründer des modernen bayerischen Staates
- Jacques Balmat (1762–1834), Gamsjäger, und Michel-Gabriel Paccard (1757–1827), Arzt, Erstbesteiger des Mont Blanc
- Michel Croz (1830–1865), Bergführer des frühen Alpinismus, (Mit-)Erstbesteiger unter anderem des Matterhorns, der Grande Casse, der Barre des Écrins und des Monte Viso

## Trivia
In Deutschland wird Wirsing auch „Savoyerkohl“ genannt.